# Nucia
Nucia is een geslacht van kreeftachtigen uit de klasse van de Malacostraca (hogere kreeftachtigen).

## Soorten
- Nucia bouvieri Ihle, 1918
- Nucia ingens (Rathbun, 1911)
- Nucia miliaris (A. Milne-Edwards, 1873)
- Nucia pulchella (A. Milne-Edwards, 1873)
- Nucia rosea Nobili, 1906
- Nucia speciosa Dana, 1852
- Nucia tuberculosa A. Milne-Edwards, 1874